# Вила Тасони (Терамо)
Вила Тасони је насеље у Италији у округу Терамо, региону Абруцо.
Према процени из 2011. у насељу је живело 21 становника. Насеље се налази на надморској висини од 161 м.